# Jeremiah Goodwin
Jeremiah Goodwin (* 1. Juli 1785 in Kittery, Maine; † 31. Juli 1857 in Somersworth, New Hampshire) war ein US-amerikanischer Politiker, der 1839 Maine State Treasurer war.

## Leben
Jeremiah Goodwin wurde 1785 als Sohn von Daniel Goodwin und Sarah Hobbs geboren.
Goodwin arbeitet bis zu seinem einundzwanzigsten Geburtstag in einem Lebensmittelgeschäft in Portsmouth, New Hampshire. Um 1811 zog er nach Alfred, Maine, dort trat er in ein Handelsgeschäft ein. Im Britisch-Amerikanischen Krieg diente er als First lieutenant der 33. Infanterie und im Jahr 1813 wurde er zum Zahlmeister ernannt. Diese Position bekleidete er bis zum Kriegsende im Jahr 1815.
Bereits im Jahr 1812 wurde er zum Postmaster von Alfred ernannt und dieses Amt führte er 27 Jahre aus. Er wurde im Jahr 1816 im York County ins Urkunden Register gewählt dort war er bis 1836 tätig. Als Mitglied der Demokratischen Partei war er im Jahr 182 Delegierter des York Countys zur Versammlung der Demokratischen Party in Baltimore auf der Präsident Andrew Jackson für eine Wiederwahl nominiert wurde. Das Amt des State Treasurers übte er im Jahr 1839 aus. In seine Amtszeit fiel der Aroostook-Krieg um die Republik Madawaska. Zu seinen Aufgaben gehörte die Bereitstellung von Mitteln für die Aushebung und Ausstattung des Militärs.
Jeremiah Goodwin heiratete im Jahr 1809 in erster Ehe Sarah Ann Penhallow (1784–1842). Mit ihr hatte er fünf Kinder. In zweiter Ehe heiratete er 1843 Elizabeth Martha Emery (1827–1855), mit der er zwei weitere Tochter hatte. Er starb am 31. Juli 1857 in Somersworth, New Hampshire. Sein Grab befindet sich auf dem Somersworth Cemetery.